# 圣克鲁斯-杜斯米拉格里斯
圣克鲁斯-杜斯米拉格里斯（葡萄牙語：Santa Cruz dos Milagres）是巴西皮奥伊州的一个市镇。总面积984.084平方公里，总人口3334人，人口密度3.4人/平方公里。